# Aerosmith (album)
Aerosmith je debutové album americké hard rockové kapely Aerosmith vydané roku 1973.

## Seznam písní
Písně napsal Steven Tyler, výjimky jsou uvedeny v závorkách.
1. Make It – 3:38
2. Somebody (S. Emspack, Tyler) – 3:45
3. Dream On – 4:27
4. One Way Street – 7:00
5. Mama Kin – 4:27
6. Write Me A Letter – 4:10
7. Movin' Out (Joe Perry, Tyler) – 5:02
8. Walkin' the Dog (Rufus Thomas) – 3:12